# Англійська мова в Співдружності Націй

Нинішні члени Співдружности (темно-синій), колишні члени (помаранчевий) і Британські заморські території та корони (світло-синій)

Використання англійської мови в більшості нинішніх і колишніх країн-членів Співдружности Націй було успадковано від британської колонізації. Мозамбік, який приєднався до Співдружности в 1996 році, є особливим випадком: там широко розмовляють англійською, незважаючи на те, що він був колишньою португальською колонією (хоча порт Чінде був орендований Британією з 1891 по 1923 рік). Англійська мова є першою або другою мовою в більшості країн Співдружности. У кількох країнах, таких як Кіпр і Малайзія, вона не має офіційного статусу, але широко використовується як lingua franca.
Багато регіонів, зокрема Австралія, Бруней, Канада, Гонконг, Індія, Ірландія, Малайзія, Нова Зеландія, Пакистан, Сінгапур, Південна Африка, Шрі-Ланка та країни Карибського басейну, розробили власні рідні різновиди мови.
Письмова англійська в нинішньому та колишньому Співдружності, як правило, віддає перевагу британському написанню на відміну від американського, за деякими винятками, особливо в Канаді, де є сильний вплив сусідньої американської англійської мови. Кілька країн Співдружності, окрім Канади та Австралії, випустили власні словники англійської мови та посібники зі стилів, і можуть покладатися на слова, виготовлені в інших країнах.
У звіті Міжурядової групи з критеріїв членства в Співдружності йдеться, що англійська мова є символом спадщини та єдности Співдружности.

## Рідні варіанти
Корінні різновиди англійської мови Південної півкулі почали розвиватися протягом XVIII століття, з колонізацією Австралазії та Південної Африки. Австралійська англійська та новозеландська англійська тісно пов’язані один з одним і мають певну схожість з південноафриканською англійською (хоча вона має унікальний вплив корінних африканських мов, а голландська — успадкована разом із розвитком африкаанс від голландської).
Канадська англійська містить елементи британської англійської та американської англійської, а також багато канадизмів і деякі французькі впливи. Це продукт кількох хвиль імміграції та поселення з Великої Британії, Ірландії, Франції, Сполучених Штатів та всього світу протягом майже двох століть. Сучасна канадська англійська взяла значний словниковий запас і правопис із спільних політичних і соціальних інститутів країн Співдружності.

### Карибський басейн
Карибська англійська перебуває під впливом креольської мови, заснованої на англійській мові, але це не одне й те саме. Існує багато варіацій у тому, як розмовляють англійською мовою: «стандартна англійська» на одному кінці біполярного лінгвістичного континууму та креольські мови на іншому. Ці діалекти мають коріння в британській та ірландській англійській та африканській мовах 17-го століття, а також локалізовані впливи інших колоніальних мов, включаючи французьку, іспанську та голландську; На відміну від більшості рідних різновидів англійської мови, західно-індійські діалекти часто мають тенденцію до складу, а не наголосу.

## Нерідні варіанти
Другомовні різновиди англійської мови в Африці та Азії часто зазнавали «корінізації»; тобто кожна англомовна спільнота розробила (або перебуває в процесі розробки) власні стандарти використання, часто під впливом місцевих мов. Ці діалекти іноді називають новими англійцями (McArthur, p. 36); більшість з них успадкували неротичність від південнобританської англійської мови.

### Африка
Існує кілька діалектів західноафриканської англійської мови з великими регіональними відмінностями та деяким впливом мов корінних народів. Західноафриканська англійська має тенденцію до складу, а її перелік фонем набагато простіший, ніж у літературній вимові; це іноді впливає на взаємну зрозумілість з рідними різновидами англійської мови. Відмінною північноафриканською англійською мовою, часто зі значним впливом мов банту, таких як суахілі, розмовляють у таких країнах, як Кенія або Танзанія, особливо в Найробі та інших містах, де збільшується середній клас, для яких англійська все частіше використовується в дім як перша мова.
Невеликі громади носіїв англійської мови можна знайти в Зімбабве, Ботсвані та Намібії; діалекти, якими говорять, схожі на рідну південноафриканську англійську.

### Азії
Індія має найбільше англомовне населення в Співдружності, хоча порівняно невелика кількість носіїв індійської англійської мови є першою мовою. Те саме стосується англійської мови, якою розмовляють в інших частинах Південної Азії, напр Пакистанська англійська, Шрі-Ланка та Бангладеш. Південноазійська англійська фонологія дуже мінлива; наголос, ритм та інтонація загалом відрізняються від тих, що належать рідним різновидам. Існує також кілька особливостей на рівнях морфології, синтаксису та використання, деякі з яких можна знайти і серед освічених мовців.
Англійська мова Південно-Східної Азії включає сінгапурську англійську, малайзійську англійську та брунейську англійську; вона має певний вплив малайської та китайської мов, а також індійської англійської.
Гонконґ перестав бути частиною Співдружності в 1997 році. Тим не менш, англійська мова там все ще має статус офіційної.